# Neurotoma iridescens
Neurotoma iridescens är en stekelart som först beskrevs av André 1882.  Neurotoma iridescens ingår i släktet Neurotoma, och familjen spinnarsteklar. Enligt den finländska rödlistan är arten starkt hotad i Finland. Det är osäkert om arten förekommer i Sverige. Artens livsmiljö är lundskogar.